# Прокопьева, Алина Альбертовна
Али́на Альбе́ртовна Проко́пьева (род. 16 августа 1985, Моркинский район, Марийская АССР), в девичестве Алексе́ева — российская легкоатлетка, специалистка по бегу на длинные дистанции и марафону. Выступает как элитная спортсменка с 2008 года, победительница Наганского марафона, серебряная призёрка летней Универсиады в Казани, участница чемпионата мира в Пекине. Представляет Московскую область и Чувашскую Республику. Мастер спорта России международного класса (2012).

## Биография
Алина Алексеева родилась 16 августа 1985 года в селе Арино Моркинского района Марийской АССР. Впоследствии переехала на постоянное жительство в Чебоксары, Чувашия.
Занималась лёгкой атлетикой в Специализированной детско-юношеской спортивной школе олимпийского резерва № 3 в Новочебоксарске, была подопечной тренеров М. П. Кузнецова и В. Н. Григорьева. Окончила Чебоксарское среднее специальное училище олимпийского резерва, новочебоксарский филиал Российского государственного университета физической культуры, спорта, молодёжи и туризма (2012) и Поволжскую государственную академию физической культуры, спорта и туризма в Казани (2015).
Впервые заявила о себе в сезоне 2007 года, выиграв бронзовую медаль в беге на 10 000 метров на молодёжном чемпионате Европы в Дебрецене. Также стартовала в молодёжном зачёте на чемпионате Европы по кроссу в Торо, где стала девятой в личном первенстве и вместе со своими соотечественницами получила серебро командного первенства.
На весеннем чемпионате России по кроссу 2008 года в Жуковском стала серебряной призёркой на дистанции 6 км.
В 2009 году уже под фамилией Прокопьева выиграла бронзовую медаль в дисциплине 6 км на весеннем чемпионате России по кроссу в Жуковском. При этом на основном чемпионате России в Чебоксарах в беге на 5000 и 10 000 метров была шестой и восьмой соответственно.
В 2012 году выиграла бронзовую медаль на чемпионате России по бегу на 10 000 метров в Москве (позже в связи с дисквалификацией победительницы Елизаветы Гречишниковой переместилась в итоговом протоколе на вторую строку). В этом сезоне дебютировала на марафонской дистанции — с результатом 2:38:34 финишировала третьей на Сингапурском марафоне.
На чемпионате России по бегу на 10 000 метров 2013 года в Москве снова стала бронзовой призёркой. Будучи студенткой, представляла страну на летней Универсиаде в Казани, где в программе бега на 10 000 метров и в полумарафоне завоевала серебряные медали — за эти достижения удостоена благодарности Президента Российской Федерации.
В 2014 году с результатом 2:30:56 выиграла Наганский марафон, тогда как Иокогамский международный женский марафон пробежала за 2:29:18 и заняла седьмое место.
В 2015 году стала пятой на Гамбургском марафоне (2:29:18). Попав в основной состав российской национальной сборной, удостоилась права защищать честь страны на чемпионате мира в Пекине — показала здесь результат 2:32:44, расположившись в итоговом протоколе соревнований на 15-й строке.
На чемпионате России по марафону 2016 года в Волгограде Прокопьева выиграла серебряную медаль, установив при этом личный рекорд — 2:28:59. Однако в связи с отстранением российских легкоатлетов от участия в международных соревнованиях начиная с этого сезона уже не имела возможности выступать на крупных стартах, в том числе вынуждена была пропустить Олимпийские игры в Рио-де-Жанейро — вместо этого выступила на Сибирском международном марафоне, где с результатом 2:37:56 финишировала второй.
В 2017 году на чемпионате России по марафону в Волгограде вновь стала серебряной призёркой (2:30:53). Также в этом сезоне была второй на Казанском марафоне (2:31:23) и выиграла Екатеринбургский марафон (2:41:54).
На чемпионате России 2018 года с результатом 2:30:24 в третий раз подряд получила серебро.
В 2019 году на чемпионате России в Казани показала результат 2:34:11 и взяла бронзу.
15 мая 2023 года на чемпионате России по марафону получила золото с результатом 2:30:57.